# Ла-Сайда
Ла-Сайда (ісп. La Zaida) — муніципалітет в Іспанії, у складі автономної спільноти Арагон, у провінції Сарагоса. Населення — 509 осіб (2010).
Муніципалітет розташований на відстані близько 290 км на схід від Мадрида, 50 км на південний схід від Сарагоси.

## Демографія
Динаміка населення (INE ):